# 걸재천로
걸재천로(Geoljaecheon-ro)는 인천광역시 남동구 서창동에 있는 인천광역시도로, 총 연장은 0.771 km이다. 이름이 유래된 것은 인근에 위치한 걸재천의 명칭을 반영하여 제명되었다.

## 역사
- 2009년 11월 16일 : 도로명으로 걸재천로를 고시

## 주요 경유지
- 남동구
  - 서창동

## 접촉하는 도로
- 매소홀로
- 운연로
- 간접 접촉 : 장아산로